# Grozničavi korijen
Grozničavi korijen (lat. Triosteum) je biljni rod listopadnih grmova iz porodice kozokrvnica, dio potporodice Caprifolioideae. Postoji šest vrsta koje rastu po Sjevernoj Americi (3 vrste) i Aziji
Grozničavi korijen ima ljekovita svojstva, a kod američkih vrsta osušeni i pečeni plodovi povremeno su korišteni kao zamjena za kavu.

## Opis
Grozničavom korijenu, pripada četiri sjevernoameričke biljne vrste iz roda Triosteum, sve trajnice koje pripadaju obitelji Caprifoliaceae. Nekoliko drugih vrsta iz roda su istočnoazijske. Uobičajeni nazivi povezani s groznicom proizašli su iz nekadašnje medicinske upotrebe ove biljke. Drugi nazivi za neke biljke su i divlja kava.
Grozničavi korijeni dosežu visinu od preko 1 metra (3 stope), imaju duge, uparene listove, tamnoljubičaste ili narančaste cvjetove bez peteljki i jarko crveno-narančaste ili žuto-narančaste bobice. Bobice sadrže nekoliko tvrdih, duguljastih sjemenki.

## Vrste
1. Triosteum angustifolium L.
2. Triosteum aurantiacum E.P.Bicknell
3. Triosteum ×eamesii (Wiegand) A.Haines
4. Triosteum himalayanum Wall.
5. Triosteum perfoliatum L.
6. Triosteum pinnatifidum Maxim.
7. Triosteum sinuatum Maxim.

## Sinonimi
- Karpaton Raf.
- Triosteon Dill. ex Adans.
- Triosteospermum Mill.